# 끼앗띠삭 세나므앙
끼앗띠삭 세나므앙(태국어: เกียรติศักดิ์ เสนาเมือง, 1973년 8월 11일 ~ )은 태국의 전직 축구 선수이자 현 축구 지도자로 현역 시절에 태국, 말레이시아, 잉글랜드, 싱가포르, 베트남 등지에서 선수 생활을 했으며 태국 축구 국가대표팀 선수로서 국제 A매치 134경기 71골을 터뜨리며 역대 태국 국가대표팀 선수 가운데 A매치 최다 출장수 및 최다 득점 기록을 소유하고 있는 태국 축구의 영웅이다.

## 선수 시절

### 클럽
1991년 끄룽타이은행에서 선수 생활을 시작하여 1995년까지 4년동안 팀의 주축 공격수로 통산 145경기 98골을 터뜨리며 코르 로열컵 2회 우승에 기여했고 1995년 라즈쁘라차 FC로 이적하여 27경기 18골을 터뜨렸으며 1997년 폴리스 유나이티드로 이적한 후 25경기 21골을 터뜨리는 맹활약을 선보였다. 
그 뒤 1998년 프를리스 FA로 이적하여 21경기 22골의 엄청난 화력을 선보인 후 1999년 현 EFL 챔피언십 소속팀인 허더즈필드 타운 AFC로 이적하며 처음으로 유럽 리그를 밟았지만 단 1경기에도 출전하지 못한 채 2000년 라즈쁘라차 FC 이적을 통해 고국으로 복귀하여 26경기 18골을 터뜨렸다. 
그리고 2001년 싱가포르 프리미어리그의 워리어스 FC로 이적하여 20경기 15골을 집중시키며 2002 시즌 리그 우승을 이끌었고 2002년 베트남 V-리그의 호앙아인 잘라이 FC로 이적하여 75경기 59골을 터뜨리며 V-리그 2회 연속 우승, 베트남 슈퍼컵 2회 연속 우승, 2005년 아세안 클럽 챔피언십 3위 등에 이바지하며 2003년과 2004년 V-리그 2회 연속 최고의 외국인 선수상에 선정되는 영예를 안았으며 2006 시즌을 끝으로 15년간의 현역 생활을 마감했다.

### 국가대표팀
1990년부터 1992년까지 태국 U-20 대표팀 일원으로 11경기 5골을 기록했고 1993년 태국 A대표팀에 첫 발탁된 이후 2007년 은퇴할 때까지 국제 A매치 134경기 71골을 기록하며 동남아시아 경기 대회 4회 연속 금메달(1993년, 1995년, 1997년, 1999년), 아세안 축구 선수권 대회 3회 우승(1996년, 2000년, 2002년) 및 1회 준우승(2007년), 킹스컵 3회 우승(1994년, 2000년, 2006년), 1994년 인도네시아 독립컵 우승, 2번의 아시안 게임 4위(1998년, 2002년)에 이바지했으며 특히 자국에서 열린 1998년 아시안 게임 8강전에서 후반 35분 선제골이자 결승골에 터뜨리며 당시 FIFA 월드컵 본선 진출 5회에 빛나던 대한민국을 2-1로 물리치는 이변을 일으켰다. 
그 뒤 2000년 타이거컵 최우수선수상과 2000년 AFC 아시안 올스타에도 선정되며 태국 축구의 영웅이라는 찬사를 받았다.

## 지도자 생활
2008년 빅뱅 쭐라 유나이티드의 감독으로 본격적인 지도자 커리어를 시작한 이후 촌부리 FC의 감독으로 자리를 옮겨 2009년 코르 로열컵 우승을 이끌었고 2010년에는 친정팀인 호앙아인 잘라이의 감독을 맡아 팀을 그 해 베트남 내셔널컵 준우승으로 이끌었다.
그 뒤 2013년 태국 U-23 대표팀의 사령탑을 맡아 2013년 동남아시아 경기 대회 금메달, 2014년 아시안 게임 4위에 올려놓으며 국가대표팀 감독으로서도 지도력을 입증했다. 
그리고 2014년 태국 A대표팀의 감독으로 선임되어 2회 연속 AFF 스즈키컵 우승(2014년, 2016년), 2016년 킹스컵 우승을 이끌어냈고 이에 힘입어 2015년과 2017년 AFF 올해의 감독상에 선정되는 영예를 안은 뒤 2020년 11월 20일 호앙아인 잘라이의 감독으로 10년만에 복귀하여 V-리그 2021 시즌 11경기 9승 1무 1패의 압도적인 성적으로 팀의 챔피언십 진출을 이끌어내며 동남아시아 축구 최고의 명장임을 다시 한번 증명했다.

## 수상 내역

### 선수

#### 클럽
끄룽타이은행
- 코르 로열컵 : 우승 2회 (1989년, 1993년)

 워리어스 FC
- 싱가포르 프리미어리그 : 우승 (2002년)

 호앙아인 잘라이
- V리그1 : 우승 2회 (2003년, 2004년)
- 베트남 슈퍼컵 : 우승 2회 (2003년, 2004년)

#### 국가대표팀
태국
- 아세안 축구 선수권 대회 : 우승 3회 (1996년, 2000년, 2002년), 준우승 (2007년)
- 동남아시아 경기 대회 : 우승 4회 (1993년, 1995년, 1997년, 1999년)
- 인도네시아 독립컵 : 우승 (1994년)
- 아시안 게임 : 4위 (1998년, 2002년)
- 킹스컵 : 우승 3회 (1994년, 2000년, 2006년)

#### 개인
- 아세안 축구 선수권 대회 최우수선수상 (2000년)
- V리그1 최고의 외국인 선수상 (2003년, 2004년)
- AFC 아시안 올스타 (2000년)

### 지도자

#### 클럽
촌부리 FC
- 코르 로열컵 : 우승 (2009년)

 호앙아인 잘라이 FC
- 베트남 내셔널컵 : 준우승 (2010년)

#### 국가대표팀
태국
- 아세안 축구 선수권 대회 : 우승 2회 (2014년, 2016년)
- 킹스컵 : 우승 (2016년)

 태국 U-23
- 동남아시아 경기 대회 : 우승 (2013년)
- 아시안 게임 : 4위 (2014년)

#### 개인
- AFF 올해의 감독상 (2015년, 2017년)
- V리그1 이달의 감독상 (2021년 1월, 3월, 4월)

## 같이 보기
- A매치 100경기 이상 출전한 축구 선수 명단